# Năng lượng thủy triều

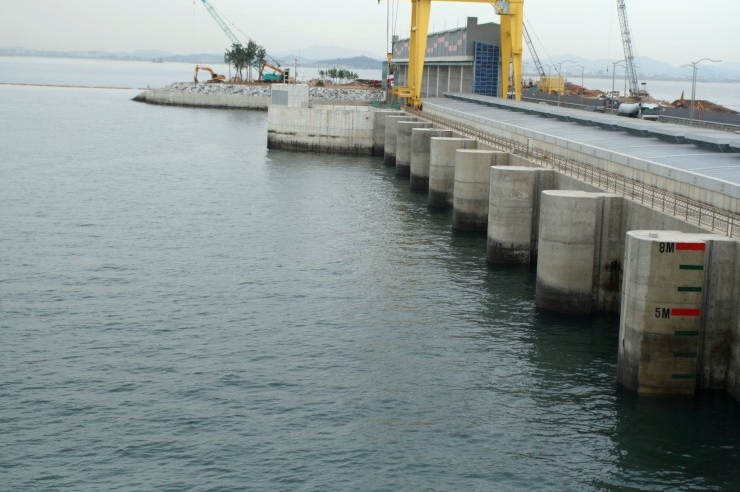
Trạm điện thủy triều Sihwa Lake, nằm ở Gyeonggi, Hàn Quốc, là công trình thủy điện lớn nhất thế giới, với tổng công suất đầu ra là 254 MW.

Năng lượng thủy triều hay Điện thủy triều là một dạng của thủy năng có thể chuyển đổi năng lượng thu được từ thủy triều thành các dạng năng lượng hữu ích khác, chủ yếu là điện.
Mặc dù chưa được sử dụng rộng rãi, năng lượng thủy triều có tiềm năng cho việc sản xuất điện năng trong tương lai. Thủy triều dễ dự đoán hơn gió và mặt trời. Trong số các nguồn năng lượng tái tạo, năng lượng thủy triều có mức chi phí thực hiện tương đối cao và chỉ thực hiện được ở những nơi có thủy triều đủ cao hoặc có vận tốc dòng chảy lớn. Tuy nhiên, với nhiều sự cải tiến và phát triển về công nghệ hiện nay, phát triển về mặt thiết kế (ví dụ như năng lượng thủy triều động, đầm phá thủy triều) và công nghệ tua bin (như tua bin hướng trục, tua bin tạo dòng chảy chéo), cho thấy tổng công suất của năng lượng thủy triều có thể cao hơn nhiều so với giả định trước đây, nhờ đó chi phí kinh tế và môi trường có thể được đưa xuống mức cạnh tranh.
Trong lịch sử, nhiều cối xoay thủy triều đã được áp dụng ở Châu Âu và trên bờ biển Đại Tây Dương của Bắc Mĩ. Dòng nước chảy đến được chứa trong các bể lớn, khi thủy triều hạ xuống, nước được dự trữ sẽ quay bánh xe nước sử dụng năng lượng cơ học được sản xuất để nghiền hạt. Xuất hiện sớm nhất từ thời Trung Cổ, hoặc thậm chí từ thời La Mã cổ đại. Quá trình sử dụng dòng chảy của nước và tua bin quay để tạo ra điện đã được xuất hiện ở Mỹ và châu Âu vào thế kỉ thứ 19.
Nhà máy thủy điện quy mô lớn đầu tiên trên thế giới là trạm điện thủy triều Rance ở Pháp, hoạt động vào năm 1966. Đây là trạm thủy triều lớn nhất về sản lượng cho đến khi trạm thủy điện Sihwa Lake được mở tại Hàn Quốc vào tháng 8 năm 2011. Trạm Sihwa sử dụng các đê chắn biển biển hoàn chỉnh với 10 tua bin tạo ra 254 MW.

## Sự tạo thành của năng lượng thủy triều

Sự biến đỗi của thủy triều trong một ngày

Năng lượng thủy triều được lấy từ thủy triều đại dương của Trái Đất. Lực thủy triều là các biến thiên định kỳ trong lực hút hấp dẫn do các thiên thể gây ra. Các lực lượng này tạo ra các chuyển động hoặc dòng điện tương ứng trong các đại dương của thế giới. Do sự hấp dẫn mạnh mẽ tới các đại dương, sự phình ra ở mực nước được tạo ra, gây ra sự gia tăng tạm thời mực nước biển. Khi Trái Đất quay,sự phình ra ở đại dương này gặp nước nông tiếp giáp với bờ biển và tạo ra một thủy triều. Sự xuất hiện này xảy ra một cách bất thường, do mô hình phù hợp của quỹ đạo của mặt trăng quanh Trái Đất. Tầm quan trọng và đặc điểm của chuyển động này cho thấy các vị trí thay đổi của Mặt Trăng và Mặt Trời liên quan đến Trái Đất, sự ảnh hưởng của vòng quay Trái Đất, và tính chất địa lý của đáy biển và bờ biển.
Năng lượng thủy triều là công nghệ duy nhất khai thác năng lượng vốn có trong các đặc điểm quỹ đạo của hệ thống Trái Đất–Mặt Trăng, và ở mức độ thấp hơn trong hệ thống Trái Đất–Mặt Trời. Các nguồn năng lượng tự nhiên khác được khai thác bằng công nghệ của con người có nguồn gốc trực tiếp hoặc gián tiếp với Mặt trời, bao gồm Nhiên liệu hoá thạch, Thủy điện thông thường, gió, Nhiên liệu sinh học, sóng và Năng lượng Mặt Trời. Năng lượng hạt nhân tận dụng nguồn gốc khoáng của các yếu tố phân hạch, trong khi năng lượng địa nhiệt khai thác của Trái Đất Nội nhiệt của Trái Đất, nhiệt từ sự kết hợp nhiệt dư từ sự bồi tụ hành tinh (khoảng 20%) và nhiệt sinh ra do sự phân rã phóng xạ (80%).
Một máy phát điện thủy triều chuyển đổi năng lượng của dòng thủy triều thành điện năng. Biến thể thủy triều lớn hơn và vận tốc dòng triều cao hơn có thể làm tăng đáng kể tiềm năng của một vị trí để phát ra điện thủy triều.
Bởi vì thủy triều của Trái Đất hình thành là do sự tương tác của lực hấp dẫn với Mặt trăng và Mặt trời và sự di chuyển của Trái Đất, năng lượng thủy triều thực tế là vô tận và được phân loại như là một nguồn Năng lượng tái tạo. Sự dịch chuyển thủy triều làm tiêu hao năng lượng cơ học trong hệ thống Trái Đất - Mặt Trăng: đây là kết quả của việc bơm nước qua các hạn chế tự nhiên xung quanh đường bờ biển và do đó xuất hiện sự phân tán độ nhớt ở dưới Đáy đại dương và ở Dòng chảy rối. Sự tiêu hụt năng lượng này đã làm cho sự di chuyển vòng của Trái Đất chậm lại trong 4,5 tỷ năm kể từ khi hình thành. Trong suốt 620 triệu năm qua, thời gian quay của Trái Đất (chiều dài một ngày) đã tăng từ 21,9 giờ lên 24 giờ; trong giai đoạn này Trái Đất đã mất 17% năng lượng quay của nó. Mặc dù thủy triều làm tiêu hao thêm năng lượng từ hệ thống, ảnh hưởng của nó không đáng kể và sẽ chỉ được nhận thấy trong hàng triệu năm.

## Các phương thức vận hành

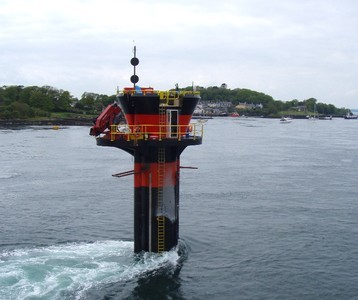
Máy phát điện thủy triều đầu tiên trên thế giới có quy mô thương mại và mạng lưới truyền thông - SeaGen - ở Strangford Lough. Sự phát triển mạnh mẽ cho thấy năng lượng trong dòng thủy triều.

Năng lượng thủy triều có thể được phân thành bốn phương pháp tạo:

### Máy phát điện thủy triều
Các máy phát điện thủy triều sử dụng Động năng của các dòng chảy di chuyển tới các tua bin điện, theo cách tương tự với tua bin gió sử dụng năng lượng gió cho các tua bin điện Một số máy phát điện thủy triều có thể được xây dựng thành các kết cấu của các cây cầu hiện có hoặc bị chìm hoàn toàn, do đó tránh được những lo ngại về tác động đến cảnh quan thiên nhiên. Các hạn chế về đất đai như eo biển hoặc cửa hút gió có thể tạo ra vận tốc cao tại các địa điểm cụ thể, có thể thu được bằng việc sử dụng tua bin. Các tua bin này có thể nằm ngang, thẳng đứng, mở, hoặc ngầm hóa.
Năng lượng dòng chảy có thể được sử dụng ở tốc độ cao hơn nhiều so với tua bin gió do nước dày đặc hơn không khí. Sử dụng công nghệ tương tự như tua bin gió, chuyển đổi năng lượng trong năng lượng thủy triều sẽ hiệu quả hơn nhiều. Gần 10 mph (khoảng 8,6 hải lý) dòng thủy triều đại dương sẽ có công suất bằng hoặc lớn hơn tốc độ gió 90 mph cho hệ thống tua bin cùng một kích thước.

### Đập thủy triều
Đập thủy triều tận dụng Thế năng trong sự khác biệt về chiều cao (hoặc đầu thủy lực) giữa thủy triều cao và thấp. Khi sử dụng các đập thủy triều để tạo ra năng lượng, thế năng từ thủy triều bị thu giữ thông qua việc bố trí các đập chuyên dụng. Khi mực nước biển dâng lên và thủy triều bắt đầu nâng lên, sự gia tăng tạm thời về thủy triều được đưa vào một lưu vực lớn phía sau đập, giữ một lượng lớn thế năng. Khi thủy triều hạ xuống, năng lượng này sau đó được chuyển thành Cơ năng khi nước được giải phóng qua các tua bin lớn tạo ra năng lượng điện thông qua việc sử dụng máy phát điện. Barrages are essentially dams across the full width of a tidal estuary.

### Động năng thủy triều

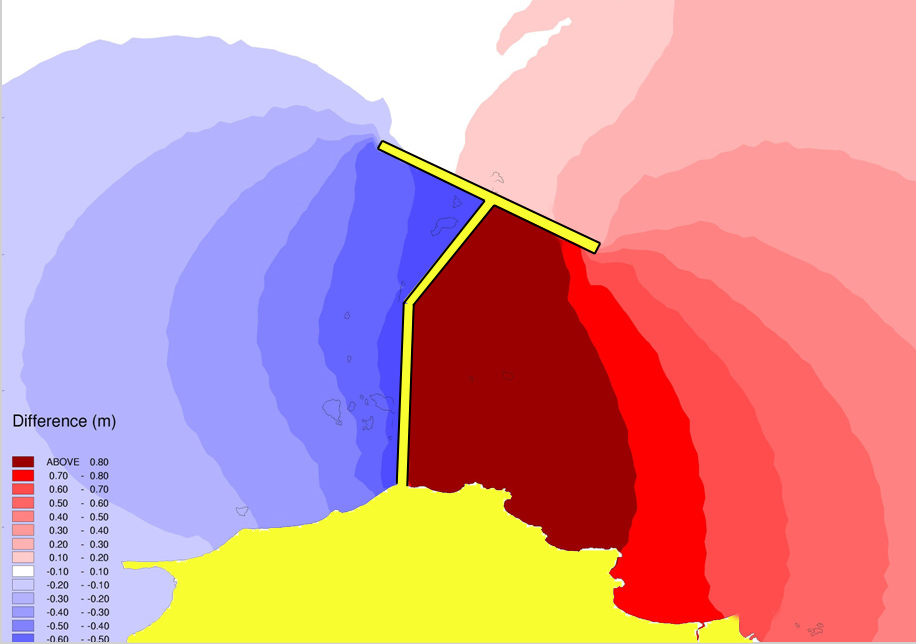
Góc nhìn từ trên xuống của đập DTP. Màu xanh lam và đỏ đậm cho thấy thủy triều thấp và cao tương ứng.

Động năng thủy triều (hoặc DTP, Dynamic tidal power) là một công nghệ chưa được thử nghiệm nhưng hứa hẹn sẽ khai thác sự tương tác giữa động năng và tiềm năng trong dòng thủy triều. Nó được đề xuất rằng các đập rất dài (30–50 km) được xây dựng từ bờ biển thẳng ra biển hoặc đại dương. Chênh lệch pha thủy triều sẽ xuất hiện trên đập, dẫn đến sự chênh lệch mực nước đáng kể trong vùng biển ven biển nông – có tiềm năng cao ở những nơi có các dòng thủy triều dao động song song mạnh như ở Vương quốc Anh, Trung Quốc và Hàn Quốc..

### Đầm phá thủy triều
Một lựa chọn mới trong việc thiết kế công trình khai thác năng lượng thủy triều là xây dựng các bức tường chắn tròn được gắn với các tua bin có thể thu được năng lượng tiềm năng của thủy triều. Các hồ chứa được tạo ra tương tự như hồ chứa thủy triều(đập thủy triều), ngoại trừ nó là môi trường có kiểm soát.
Các đầm phá cũng có thể to gấp đôi (hoặc gấp ba) mà không cần bơm  hoặc bơm để cân bằng sản lượng điện. Năng lượng bơm có thể được cung cấp bởi nguồn năng lượng tái tạo dư từ lưới điện, ví dụ như tua bin gió hoặc mảng quang điện mặt trời. Năng lượng tái tạo dư thay vì bị cắt giảm có thể được sử dụng và lưu trữ trong một thời gian sau đó. Các đầm phá có bề mặt địa hình bị phân rã sẽ có khoảng thời gian trễ giữa sản lượng cao điểm và đồng thời cũng sẽ cân bằng sản lượng cao điểm đó về gần với sản lượng tải trọng cơ bản, mặc dù phương pháp này sẽ có chi phí cao hơn một số giải pháp thay thế khác. Đầm phá thủy triều Lagoonea được đề xuất ở Wales ở Vương quốc Anh sẽ là trạm đầm phá thủy triều đầu tiên khi được xây dựng.

## Nghiên cứu về năng lượng thủy triều

### Các nghiên cứu của Hoa Kỳ và Canada trong thế kỷ XX
Dự án nghiên cứu với quy mô lớn đầu tiên về các nhà máy điện thủy triều được thực hiện bởi Ủy ban năng lượng Liên bang Hoa Kỳ (US Federal Power Commission) vào năm 1924, nếu dự án được hiện thực thì nhà máy điện thủy triều này sẽ được đặt tại khu vực biên giới phía bắc bang Maine của Hoa Kỳ và khu vực biên giới phía đông nam của tỉnh New Brunswick của Canada, với nhiều đập, nhà máy điện và âu tàu bao quanh Vịnh Fundy và vịnh Passamaquoddy (lưu ý: xem bản đồ trong tham khảo). Nhưng, cuối cùng không có gì từ nghiên cứu được thực hiện và không biết liệu rằng Canada đã được tiếp cận về nghiên cứu của Ủy ban năng lượng liên bang Hoa Kỳ.
Năm 1956, công ty Nova Scotia Light và Power of Halifax đã đưa ra một số nghiên cứu về tính khả thi của việc phát triển năng lượng thủy triều theo hướng thương mại hóa ở phía bờ Nova Scotia tại Vịnh Fundy. Từ hai nghiên cứu của Stone & Webster of Boston và Montreal Engineering Company của Montreal đã kết luận một cách độc lập rằng hàng triệu mã lực có thể được khai thác từ vịnh này nhưng chi phí phát triển sẽ bị cấm vì liên quan đến vấn đề thương mại tại thời điểm đó.
Cũng có một báo cáo về Ủy ban Quốc tế vào tháng 4 năm 1961, mang tên "Điều tra dự án điện thủy triều Quốc tế Passamaquoddy", do Chính phủ Liên bang Mỹ và Canada thực hiện. Theo báo cáo, theo lợi ích về tỷ lệ chi phí, dự án này sẽ tạo ra lợi nhuận cho Hoa Kỳ chứ không phải cho Canada. Một hệ thống đường cao tốc dọc theo đỉnh đập cũng đã được lên ý tưởng thực hiện.
Năm 1977, một nghiên cứu khác lại được thực hiện bởi các chính phủ Canada, chính quyền tỉnh Nova Scotian và New Brunswick, mang tên "Đánh giá lại sức mạnh tài nguyên thủy triều", nhằm xác định tiềm năng của các đập thủy triều tại vịnh Chignecto và vịnh Minas - tại cuối cửa sông vịnh Fundy. Có ba địa điểm được xác định là khả thi về mặt tài chính: vịnh Shepody (1550 MW), Cumberline Basin (1085 MW) và vịnh Cobequid (3800 MW). Nhưng những nhà máy điện thủy triều tại nhưng địa điểm này vẫn không thể trở thành hiện thực mặc dù chúng có tính khả thi cao.

### Nghiên cứu của Hoa Kỳ trong thế kỷ XXI
Một dự án nhằm xây dựng nhà máy điện thủy triều đã được bắt đầu vào đầu năm 2014 bởi Hiệp hội PUD Snohomish ở Washington nhưng đã kết thúc vào cuối năm 2014 do các vấn đề liên quan đến nguồn kinh phí đầu tư.

### Sự phát triển của điện thủy triều tại Anh
Cơ sở thử nghiệm năng lượng biển đầu tiên trên thế giới được thành lập vào năm 2003, với mục đích bắt đầu phát triển ngành công nghiệp năng lượng từ sóng và thủy triều ở Anh. Trung tâm Năng lượng Biển Châu Âu (EMEC), có trụ sở tại Orkney, Scotland đã hỗ trợ việc triển khai nhiều thiết bị năng lượng sóng và thủy triều hơn bất kỳ địa điểm nào khác trên thế giới. EMEC cũng cung cấp nhiều địa điểm thử nghiệm trong điều kiện biển thực tế. Trụ sở kiểm tra thủy triều nối lưới của trung tâm này nằm ở Fall of Warness, ngoài đảo Eday, trong một kênh hẹp tập trung nhiều dòng hải lưu, chảy giữa Đại Tây Dương và Biển Bắc. Những dòng hải lưu này có tốc độ rất cao có thể lên tới 4 m/s (8 hải lý) vào mùa xuân.Các nhà phát triển năng lượng thủy triều đã thử nghiệm tại nhiều địa điểm khác nhau bao gồm: Alstom (trước đây là Tidal Generation Ltd); ANDRITZ HYDRO Hammerfest; Tập đoàn Tài nguyên Atlantis; Nautricity; OpenHydro; Công suất thủy triều Scotrenewables; Voith.Công suất tại những địa điểm này có thể đạt tới 4TJ hằng năm. Ở những nơi khác ở Anh, công suất năng lượng hàng năm còn có thể đạt tới 50 TWh nếu trong tua bin được lắp đặt lưỡi xoay với công suất 25 GW.

### Những đề án năng lượng thủy triều hiện tại và trong tương lai
- Nhà máy điện thủy triều Rance được xây dựng trong khoảng thời gian 6 năm từ 1960 đến 1966 tại La Rance, Pháp. Nó có công suất lắp đặt 240 MW.
- Nhà máy điện thủy triều ở hồ Sihwa tại Hàn Quốc có công suất 254 MW là công trình thủy điện lớn nhất thế giới. Công trình được hoàn thành vào năm 2011.
- Nhà máy điện thủy triều đầu tiên ở Bắc Mỹ là Trạm tạo Hoàng gia Annapolis, Annapolis Royal, Nova Scotia, được khánh thành vào năm 1984 trên một vịnh nhỏ của vịnh Fundy. Nó có công suất lắp đặt 20 MW.
- Trạm điện thủy triều Jiangxia, phía nam Hàng Châu ở Trung Quốc đã hoạt động từ năm 1985, với công suất lắp đặt hiện tại là 3,2 MW. Nhiều nhà máy điện thủy triều cũng đã được lên kế hoạch gần cửa sông Yalu.
- Máy phát dòng thủy triều trong dòng đầu tiên ở Bắc Mỹ (Dự án trình diễn sức mạnh thủy triều Race Rock) đã được lắp đặt tại Race Rocks trên đảo phía nam Vancouver vào tháng 9 năm 2006. Giai đoạn tiếp theo trong sự phát triển của máy phát điện dòng thủy triều này sẽ ở Nova Scotia (Vịnh Fundy).
- Một dự án nhỏ được xây dựng bởi Liên Xô tại Kislaya Guba trên Biển Barents. Nó có công suất lắp đặt 0,4 MW. Năm 2006, nó được nâng cấp với tua bin trực giao thử nghiệm tiên tiến 1.2MW.
- Nhà máy điện thủy triều Jindo Uldolmok ở Hàn Quốc là kế hoạch phát điện dựa vào dòng thủy triều được lên kế hoạch mở rộng dần lên 90 MW công suất vào năm 2013. 1 MW đầu tiên được lắp đặt vào tháng 5 năm 2009.
- Một hệ thống SeaGen 1,2 MW đã đưa vào hoạt động vào cuối năm 2008 trên Strangford Lough ở Bắc Ireland.
- Hợp đồng cho một đập thủy triều 812 MW gần đảo Ganghwa (Hàn Quốc) phía tây bắc Incheon đã được ký kết bởi Daewoo. Việc hoàn thành đã được lên kế hoạch vào năm 2015.
- Một đập công suất 1.320 MW được xây dựng quanh các hòn đảo phía tây Incheon được đề xuất bởi chính phủ Hàn Quốc, với dự kiến xây dựng bắt đầu từ năm 2017.
- Chính phủ Scotland đã phê duyệt kế hoạch cho một loạt máy phát điện thủy triều 10MW gần Islay, Scotland, trị giá 40 triệu bảng, và bao gồm 10 tua bin - đủ để cung cấp điện cho hơn 5.000 ngôi nhà. Tua bin đầu tiên dự kiến sẽ đi vào hoạt động vào năm 2013.
- Tiểu bang Gujarat của Ấn Độ đang có kế hoạch tổ chức trạm thủy triều quy mô thương mại đầu tiên của Nam Á. Công ty Atlantis Resources đã lên kế hoạch lắp đặt một trạm thủy triều 50MW ở Vịnh Kutch trên bờ biển phía tây Ấn Độ, với việc xây dựng bắt đầu từ đầu năm 2012.
- Công ty Năng lượng Tái tạo Đại dương là công ty đầu tiên cung cấp điện thủy triều cho lưới điện Mỹ vào tháng 9 năm 2012 khi hệ thống TidGen thí điểm của nó được triển khai thành công tại Vịnh Cobscook, gần Eastport.
- Tại thành phố New York, 30 tua bin thủy triều sẽ được lắp đặt bởi Verdant Power ở sông Đông vào năm 2015 với công suất 1,05MW.
- Việc xây dựng một nhà máy điện đầm phá thủy triều 320 MW bên ngoài thành phố Swansea ở Anh đã được cấp phép lập kế hoạch vào tháng 6 năm 2015 và công việc dự kiến sẽ bắt đầu vào năm 2016. Sau khi hoàn thành, nó sẽ tạo ra hơn 500GWh điện mỗi năm, đủ để cung cấp năng lượng 155.000 ngôi nhà.
- Một dự án tua bin đang được lắp đặt trong Ramsey Sound vào năm 2014.
- Dự án năng lượng thủy triều lớn nhất mang tên MeyGen (398MW) hiện đang được xây dựng tại Pentland Firth ở miền bắc Scotland.
- Một tổ hợp gồm 5 tua bin thủy triều từ Tocardo được đặt tại Oosterscheldekering, Hà Lan, và đã đi vào hoạt động từ năm 2015 với công suất 1,2 MW.

## Các vấn đề trong việc khai thác năng lượng thủy triều

### Những mối quan ngại đối với môi trường
Việc xây dựng những nhà máy điện thủy triều có thể gây ảnh hưởng hưởng xấu đến sự sống của các sinh vật biển.Những lưỡi quay trong các tua bin trong quá trình hoạt động có thể giết chết các sinh vật biển sống gần khu vực đó, mặc dù các dự án như dự án tại Strangford có cơ chế an toàn để tắt tua bin khi tiếp động vật biển tiếp cận gần khu vực tua bin.Một số loài cá có thể rời bỏ những vùng biển này vì sự đe dọa của những vật thể quay nguy hiểm đến tính mạng của chúng hoặc do những tiếng ồn liên tục. Đời sống của các sinh vật biển là sự cân nhắc rất lớn khi đặt máy phát điện năng lượng thủy triều trong nước và các biện pháp phòng ngừa được thực hiện nhằm đảm bảo giảm thiểu số lượng sinh vật biển bị ảnh hưởng bởi việc khai thác nguồn năng lượng thủy triều. Cơ sở dữ liệu Tethys đã và đang cung cấp quyền truy cập vào các tài liệu khoa học và thông tin chung về các tác động tiềm năng của năng lượng thủy triều đối với môi trường.

#### Các tua bin thủy triều
Mối quan tâm chính về môi trường đối với năng lượng thủy triều có liên quan đến sự tấn công của lưỡi quay và sự vướng víu của sinh vật biển khi nước tốc độ cao được tạo ra làm tăng nguy cơ sinh vật bị đẩy gần lại hoặc thông qua các thiết bị này. Cũng như tất cả các nguồn năng lượng khác có khả năng tái tạo từ đại dương, cũng có một vài mối quan tâm về việc tạo ra Điện từ trường và âm thanh của các tua bin thủy triều có thể ảnh hưởng đến sự sống của các sinh vật biển. Vì các thiết bị này nằm trong nước nên đầu ra âm thanh có thể lớn hơn các thiết bị được tạo ra bằng năng lượng gió ngoài khơi. Tùy thuộc vào tần số và biên độ của âm thanh được tạo ra bởi các thiết bị năng lượng thủy triều, âm thanh này có thể có các hiệu ứng khác nhau trên động vật biển có vú (đặc biệt là những loài có khả năng giao tiếp và điều hướng trong môi trường biển bằng tín hiệu, chẳng hạn như cá heo và cá voi). Việc khai thác năng lượng thủy triều cũng có thể gây ra những lo ngại về môi trường như làm giảm chất lượng nước và phá vỡ các quá trình trầm tích. Tùy thuộc vào quy mô của dự án, các ảnh hưởng này có thể dao động từ các dấu tích nhỏ của các lớp trầm tích gần thiết bị thủy triều đến ảnh hưởng nghiêm trọng tới các hệ sinh thái và quá trình ven bờ.

#### Đập thủy triều
Việc xây dựng đập thủy triều có thể thay đổi bờ biển trong vịnh hoặc cửa sông, ảnh hưởng đến một hệ sinh thái lớn phụ thuộc vào các bãi triều; gây ức chế dòng chảy của nước trong và ngoài vịnh, cũng có thể có ứ đọng tại vịnh hoặc cửa sông, gây đục cục bộ (chất rắn lơ lửng) và giảm nước mặn lưu thông vào, có thể dẫn đến cái chết của cá- nguồn thực phẩm quan trọng cho chim và động vật có vú. Việc di cư cá cũng có thể làm giảm khả năng sinh sản của đàn. Các mối quan tâm đến âm thanh cũng tương tự áp dụng cho các rào chắn thủy triều. Việc xây dựng các đập thủy triều còn làm cản trở giao thôngqua các khu vực này. Đó có thể trở thành một vấn đề đối với kinh tế-xã hội, mặc dù các âu tàu đã được xây dựng bổ sung nhằm cho phép giao thông qua lại nhưng vẫn còn một vài hạn chế. Tuy nhiên,việc xây dựng đập có thể cải thiện nền kinh tế địa phương. Vùng nước ấm hơn cũng có thể cho phép tái tạo vịnh hoặc cửa sông. Vào tháng 8 năm 2004, một con cá voi lưng gù bơi qua cánh cửa mở của Trạm phát điện Hoàng gia Annapolis lúc triều cường,nó đã bị kẹt trong vài ngày trước khi tìm đường ra khỏi lưu vực Annapolis.

#### Đầm phá triều
Về mặt môi trường, những mối quan tâm chính là việc các loài sinh vật biển bị tấn công lưỡi quay khi cố gắng đi vào đầm phá, đầu ra âm thanh từ tua bin và những thay đổi trong quá trình lắng đọng. Tuy nhiên, tất cả các ảnh hưởng này đều mang tính cục bộ và không ảnh hưởng đến toàn bộ cửa sông hoặc vịnh.

### Sự ăn mòn
Nước muối gây ăn mòn ở các bộ phận kim loại, điều này có thể cản trở việc duy trì các máy hoạt động bình thường của các máy phát dòng thủy triều do kích thước và chiều sâu của chúng trong nước. Việc sử dụng các vật liệu chống ăn mòn như thép không gỉ, hợp kim niken hàm lượng cao, hợp kim đồng-niken, hợp kim niken-đồng và titan có thể làm giảm đáng kể, hoặc loại bỏ, thiệt hại do ăn mòn gây ra.
Ngoài ra, chất lỏng cơ học, chẳng hạn như chất bôi trơn, có thể bị rò rỉ và gây hại cho sinh vật biển gần đó. Việc bảo trì một cách phù hợp có thể giảm thiểu lượng hóa chất độc hại có thể xâm nhập vào môi trường biển.

### Sự ô nhiễm
Các quá trình sinh học xảy ra trong bất kỳ cấu trúc nào trong một vùng có dòng thủy triều cao và năng suất sinh học cao trong đại dương đều sẽ đảm bảo rằng cấu trúc tại đó sẽ trở thành một chất nền lý tưởng cho sự phát triển của sinh vật biển. Trong tài liệu tham khảo về 'Dự án thủy triều hiện tại' tại Race Rocks ở British Columbia, tài liệu này đã được ghi lại. Cũng trong tài liệu này và trong 'Một số vật liệu kết cấu và lớp phủ' đã được kiểm tra bởi các thợ lặn Lester Pearson College để hỗ trợ Clean Current trong việc giảm ô nhiễm trên tua bin và cơ sở hạ tầng dưới nước khác.

### Chi phí
Năng lượng thủy triều có chi phí ban đầu rất đắt, điều này có thể là một trong những lý do khiến năng lượng thủy triều không phải là nguồn năng lượng tái tạo phổ biến. Điều quan trọng là việc nhận ra rằng các phương pháp tạo điện từ trường từ năng lượng thủy triều là một công nghệ tương đối mới. Dự kiến năng lượng thủy triều sẽ mang lại lợi nhuận thương mại trong năm 2020 với công nghệ tốt hơn và quy mô lớn hơn. Tuy nhiên, việc khai thác và sử dụng năng lượng thủy triều vẫn còn rất sớm trong quá trình nghiên cứu và khả năng giảm giá thủy năng có thể là một lựa chọn. Hiệu quả chi phí phụ thuộc vào từng máy phát điện thủy triều đang được đặt. Để tìm ra hiệu quả chi phí, họ sử dụng tỷ lệ Gilbert, bằng chiều dài của đập theo đơn vị mét để sản xuất năng lượng hàng năm tính bằng kilowatt giờ (1 kilowatt giờ = 1 KWH = 1000 watt sử dụng trong 1 giờ).
Phụ thuộc vào độ tin cậy của năng lượng thủy triều, chi phí trả trước đắt tiền của các máy phát điện này sẽ dần được trả hết. Do sự thành công của một thiết kế đơn giản hóa rất nhiều, tua bin trực giao cung cấp tiết kiệm chi phí đáng kể. Kết quả là thời gian sản xuất của mỗi đơn vị phát điện bị giảm, tiêu thụ kim loại thấp hơn là cần thiết và hiệu quả kỹ thuật lớn hơn. Nghiên cứu khoa học có khả năng có một nguồn tài nguyên tái tạo như năng lượng thủy triều có giá cả phải chăng cũng như sinh lợi.

## Việc giám sát độ bền của cấu trúc
Các yếu tố tải trọng cao, do thực tế rằng nước có mật độ dày đặc hơn 800 lần so với không khí và bản chất dự đoán và đáng tin cậy của thủy triều so với gió làm cho năng lượng thủy triều đặc biệt hấp dẫn cho việc sản xuất điện năng. Giám sát tình trạng hoạt động của các thiết bị là chìa khóa để khai thác nguồn năng lượng này một cách hiệu quả về mặt chi phí.

## Dự án điện thủy triều ở Việt Nam
Việt Nam có bờ biển dài trên 3.200 km và ven biển có nhiều vũng, vịnh, cửa sông, đầm phá, là tiền đề để khai thác năng lượng thủy triều. Tại khu vực Quảng Ninh, mật độ năng lượng thủy triều đạt khoảng 3,7 GWh/km2, Nghệ An khoảng 2,5 GWh/ km2 và giảm dần đến khu vực Thừa Thiên Huế với 0,3 GWh/ km2. Về phía Nam, Phan Thiết là 2,1 GWh/ km2, Bà Rịa - Vũng Tàu với 5,2 GWh/ km2. Vùng biển Đông Bắc thuộc địa phận tỉnh Quảng Ninh và TP. Hải Phòng là khu vực có tiềm năng phát triển điện thủy triều lớn nhất nước, với công suất lắp máy có thể lên đến 550MW, chiếm 96% tiềm năng kỹ thuật nguồn điện thủy triều của Việt Nam. Tuy nhiên, nguồn năng lượng này chưa được quan tâm khai thác, mới ở giai đoạn nghiên cứu sơ khai, chưa có những ứng dụng cụ thể phát điện từ nguồn năng lượng này .